# Priscilla Carrasco
Priscilla Carrasco (nascida em 1933) é uma fotógrafa americana.
O seu trabalho encontra-se incluído nas colecções do Art Institute of Chicago, do Portland Art Museum e do Center for Creative Photography.
O livro Praise Old Believers de Carrasco junta textos e fotografias de Old Believers no Oregon e no Alasca de 1966-1987.